# Крв вилењака
Крв вилењака (пољ. Krew elfow) је роман пољског књижевника Анджеја Сапковског из 1994, трећи део Саге о Вешцу.

## Заплет

### Пролог
Цири, принцеза у изгнанству, сања о паду Цинтре, покољу бранилаца и бекству кроз запаљене улице од Нилфгардијаца које предводи застрашујући црни витез са крилима на шлему; Цири се буди поред Гералта од Ривије, на друму, на путу на север.
У следећој сцени сазнајемо да су све претходне приповетке (види Последња жеља и Мач судбине) заправо песме чувеног трубадура Невена, управо изведене на пропланку поред светог дрвета друида, месту познатом по расној толеранцији, пред бројним људима, патуљцима, гномима и вилењацима, две године након пада Цинтре. Присутно је више ликова који ће играти значајну улогу у даљем току приче: чаробњак Ратклиф из Оксенфурта, трговкиња Вера Левенхаупт, која је упознала Гералта у Визими, патуљак Шелдон Скагс, који се борио код Содена, и ратница Рајла из Лирије, која је упознала Јенефер у Едирну и тврди да нема бољег мачеваоца од Гералта од Ривије. О судбини принцезе Цириле круже различите гласине: да је погинула или нестала током опсаде Цинтре. Разговор прелази са поезије на политику, тек завршени рат и битку код Содена, где је јужна империја Нилфгард, након што је освојила Цинтру и Доњи Соден, одбијена удруженим снагама четири северна краљевства (Едирна, Темерије, Редање и Кедвена) уз помоћ чаробњака које је предводио Вилгефорц из Рогвена. Међутим, јединство северњака трајало је само до победе: краљеви Визимир од Редање и Фолтест од Темерије завадили су се око царина, док су Демавенд из Едирна и Хенселт од Кедвена у спору око граница на северу; насупрот разједињеном Северу, стоји Нилфгард, јединствена, апсолутистичка империја под влашћу цара Емхира вар Емреиса. На крају долази до свађе између припадника различитих раса: вилењаци су против новог рата, патуљци за завођење јединствене власти и дисциплине као у Нилфгарду, а људи сумњиче и једне и друге да имају симпатија за Нилфгард, који отворено пропагира расну равноправност и толеранцију.
У локалном куплерају, Невену прилази тајанствени чаробњак Рјенс, нилфгардски агент, и нуди му новац у замену за информације о принцези од Цинтре; Невен покушава да побегне, али га Рјенсови људи заробљавају и подвргавају мучењу: у последњи час спасава га Јенефер, која је пристуствовала концерту. Рањени Рјенс бежи кроз портал, а Јенефер преноси Невену поздраве од Дајкстре из Третогора, главног шпијуна краља Визимира, који очекује његов извештај; на крају признаје Невену да није видела Гералта већ две године, и да је Невенов дужник, јер захваљујући њему Гералт није био сам.
Далеко на северу, Гералт и Цири стижу у оронули замак Каер Морхен, седиште вештаца на Северу.

### У Каер Морхену
У Каер Морхену, бившој академији за обуку вештаца, Цири се успешно обучава у вештерским вештинама (мачевању, окултизму и основама магије, без вештерских трава и мутагена) под надзором петорице вештаца: Гералта, Ескела, Коена, Ламберта и старог Весемира, Гералтовог учитеља. Када Цири под дејством вештерских напитака почне да показује неконтролисане магијске моћи (као њена мајка, Павета) и особине Извора (медијума), на Гералтов позив, у помоћ им долази млада чаробница Трис Мериголд, дворанка краља Фолтеста (чије је име грешком уклесано на споменику палим чаробњацима код Содена, позната као Четрнаеста код Содена).
Трис и Цири склапају пријатељство, али млада чаробница није у стању да контролише моћ девојчице: павши у транс, Цири пада под власт непознатог чаробњака и туђим гласом прориче крај света који долази, ругајући се Трис и тврдећи да Цири није дете, већ Древна Крв, Крв Вилењака. Уплашена, Трис саветује Гералту да потражи помоћ старије, искусније чаробнице (мислећи директно на Јенефер), и предлаже вешцима да јој се придруже у предстојећем рату против Нилфгарда: вешци је одбијају, поносни на своју неутралност, која је део вештерског кодекса.

### У Кедвену
Гералт, Цири и Трис Мериголд крећу на југ, кроз шуме Кедвена који је захваћен устанком Веверица (Скоја'таела), побуњених вилењака (са нешто патуљака и хобита) који се боре против људске хегемоније и нападају мања места и тврђаве. Пошто се Трис разболи од срдобоље, Гералт је принуђен да се придружи каравану који тајно превози злато (помоћ краља Хенселта Демавенду из Едирна) под заштитом Јарпена Зигрина и његове дружине. Патуљци им помажу, иако Гералт одбија да им помогне у рату против Веверица (сматрајући да су вилењаци жртве људске опресије, пошто је до пре две стотине година сва земља на Северу припадала вилењацима); Јарпен Зигрин, са своје стране, подржава сарадњу са људима, тврдећи да су патуљачке занатлије, банкари и рудари економски подредили људе међу којима живе, и да чак и у гетима за нељудске расе имају боље услове за живот и више слободе него у патуљачкој постојбини у Махакаму.
Извиђајући околину, Гералт и Цири наилазе на рушевине вилењачке престонице у Шераведу (коју су вилењаци сами уништили повлачећи се у шуме пред људима); Цири доживљава визију њиховог каравана у пламену, и полеће да брани патуљке са којима се спријатељила: бранећи Цири, и Гералт улази у борбу. Веверице су одбијене са тешким губицима: два патуљка су убијена-један од патуљка који је пришао устаницима, а Цири остаје жива само зато што је украсила свој гуњ ружом из Шераведа, што је на тренутак збунило вилењакињу која ју је напала-довољно за Гералта да је убије. На крају сазнајемо да је тајни и драгоцени товар, за који су патуљци положили животе, било обично камење у сандуцима: цео пут била је замка краља Хенселта, како би проверио верност патуљака у својој служби.

### У Оксенфурту
Гералт обезбеђује дереглију на реци Делти између Пене и Новиграда (на граници између Редање на северу и Темерије на југу) од напада речних чудовишта (и, највероватније, Скоја'таел командоса); за то време, Цири се школује у храму Мелителе у Еландеру, под заштитом првосвештенице Ненеке. Уз пут, Гералт чита огорчено и заједљиво писмо од Јенефер, која пристаје да му помогне са Цири иако јој се пуне две године није јављао, и расправља са професором оближњег универзитета у Оксенфурту о екологији и правима чудовишта на живот (као припадницима угрожених врста). Близу Оксенфурта, цариници из Темерије, искрцавши се на брод, покушавају да ухапсе Гералта и испитају га у вези девојчице која је виђена са њим, али их Гералт одбија уз помоћ пријатељских цариника из Редање и вретенице (водено чудовиште са пипцима) која изненада напада брод.
Чувени бард Невен поново је у Оксенфурту, на чијем је Универзитету у младости предавао годину дана (на Катедри за Поезију, иако је током студија "стекао репутацију ленчуге, бекрије и идиота"), праћен у стопу од двојице ухода; обраћа се за помоћ младој медицинарки Шани, а затим подноси извештај Дајкстри (шефу тајне службе краља Визимира) и чаробници Филипи Ејлхарт (краљевој саветници), на фиктивној "Катедри најновије историје": они се распитују за Гералта, Цири и Рјенса, али се песник извлачи лажући да је Гералт у Новиграду.
Отресавши се ухода, Невен кроз тајни пролаз излази са Универзитета у градић, а затим се преко кровова увлачи кроз прозор у поткровљу, затекавши Гералта у кревету са Шани; док се журно спремају да беже из града, на прозор слеће сова, која се претвара у Филипу Ејлхарт: Невен је хладнокрвно упознаје са Гералтом, а она му нуди да преузме бригу о Цири (након што га је задиркивала у вези Јенефер), чије праве важности (како она тврди) Гералт још није свестан. На помен Рјенса неочекивано се умеша и Шани, која тврди да зна где се он крије, пошто га је (илегално) лечила од опекотина (које је задобио у сукобу са Јенефер).

### У Едирну
У тврђави Хаге, на тромеђи Едирна, Темерије и Кедвина, окупљени су савезнички владари Севера: краљеви Визимир (од Редање, незванични вођа коалиције), Фолтест (од Темерије), Хенселт (од Кедвена) и Демавенд (од Едирна) и краљица Меве (од Лирије и Ривије). Тема разговора је претећа агресија Нилфгарда; од пораза у бици код Содена, Нилфгард је почео да подрива јединство Северних краљевина индиректним средствима: инвестицијама, извозом јефтине робе и валуте (чиме се подрива домаћа индустрија и стичу присталице међу трговачким еснафима), пропагандом (Царство обећава равноправност свим расама, док путујући проповедници најављују скору пропаст света и Спаситеља, потомка Древне (вилењачке) крви, који ће доћи са југа - користећи древно Итилино пророчанство) и најзад, устанком вилењака (Веверица - Скојатела), који уз материјалну подршку Нилфгарда нападају села, караване и мање војне јединице. Упркос разликама, краљеви закључују да продужење мира само доприноси јачању Нилфгарда, и одлучују да заједничким снагама најпре униште Веверице, а затим испровоцирају рат са Царством. На гласине да је принцеза Цирила преживела покољ у Цинтри, краљеви одлучују да се Цирила нађе и тајно погуби, како не би пала у руке Нилфгарда или неке друге странке која би је искористила за своје политичке циљеве.

### У Нилфгарду
У Ебингу, цар Емхир вар Емрис преко обавештајне службе сазнаје за састанак краљева до најситнијих детаља, и одлучује да посеје раздор између краљева и чаробњака на Северу, пошто се Савет Чаробњака (Каптол) свим силама залаже за очување мира. Узгред, наређује Рјенсу да сместа убије Гералта.

### На Северу
На вести да краљеви планирају превентивни рат, чарбњаци Вилгефорц из Рогевена, Тисаја де Фриз и Арто Теранова, чланови Каптола, одлучују да сазову сабор свих чаробњака Севера на острву Танед (у Редањи, где се налази и чаробњачка школа у Аретузи), како би заједно извршили притисак на краљеве и спречили нови рат. Чаробњаци помињу и Јенефер као важног савезника, а Вилгефорц изговара исте речи као и непознати глас који се јавља у Цириним сновима и визијама.

#### У Оксенфурту
Гералт и Филипа (уз помоћ Шани) постављају заседу Рјенсу: Гералт убија његове пратиоце (браћу Мишле, чувене плаћене убице) и успева да савлада Рјенса, иако тешко рањен; у последњем тренутку Филипа паралише Гералта, тврдећи да за то има "више разлоге", које не може да открије вешцу, а Рјенс поново бежи кроз портал. Тешко рањен и преварен, Гералт се заклиње да ће бранити Цири од свих.

#### У Еландеру
За то време, у Мелителином храму, Јенефер упознаје Цири са основима магије и штити је од запоседања магијском блокадом: успут, искуснија чаробница упознаје девојчицу са тајнама живота и одрастања. Девојчица брзо напредује и показује несвакидашњи таленат, а успут стиче општу културу из књига (укључујући и Плави Бисер од Еси Давен и две збирке песама чувеног песника Невена) и упознаје се (кришом) са основама географије и политике уз помоћ младог свештеника Јарета; на гласине о рату, Цири и Јенефер крећу на Танед, где девојчица треба да настави своје школовање и постане чаробница.

## Ликови
- Гералт од Ривије (пољ. Geralt z Rivii) познат и као Гвинблејд (Древни вилењачки говор: "Бели вук") и Касапин из Блавикена,[9] је главни јунак Саге о Вешцу. Вештац, који путује Континентом (углавном Северним краљевствима) и живи од лова на чудовишта, која муче целу земљу. Мутант, изложен мутагеним травама као дете (током процеса познатог као Кушња) обдарен натприродном снагом, брзином и оштрином чула (које појачава магичним еликсирима), дуговечношћу (имплицирано је да је старији од сто година, и не показује знаке старења) и основним познавањем магије, али је проклет стерилитетом, судбином свих мутаната. Опрезан, усамљен и ћутљив човек, ванбрачни син чаробнице која га се одрекла, одгајен на вештерској академији у Каер Морену, од старијег вешца по имену Визимир. Строго се придршава кодекса вештаца: не убија разумна бића и чува строгу неутралност у политичким сукобима.[4] Питер Апор тврди да он оличава неолиберални анти-политички дух пољске популарне културе из деведесетих.[10]

- Јенефер од Венгерберга (пољ. Yennefer z Vengerbergu) славна чаробница стара 94 године[11], са изгледом прелепе црнокосе девојке. Чланица Савета чаробњака, борила се код Содена на страни Едирна, где је ослепљена (али је излечена магијом). Поносна, независна и темпераментна жена, али дубоко заљубљена у Гералта; оптерећена немогућношћу да има децу, пошто се све полазнице школе магије у Аретузи стерилишу у детињству. У младости грбава, пореклом из полувилењачке породице.[11]

- Цирила Фиона Елен Ријанон (позната као Цири, од речи Зираел у Древном говору (што значи ластавица) пољ. Jaskolka, позната и као Лавић од Цинтре и Чедо Древне Крви, је принцеза Цинтре, кћи Павете и Дунија, и унука краљице Каланте. Усвојена кћи Гералта и Јенефер, потомак Ларе Дорен ап Шијадел, вилењачке чаробнице, и Крегана, људског чаробњака, носилац проречене Древне Крви, гена који јој даје моћ да путује кроз време и простор снагом магије.[12] Мршава плавокоса девојчица зелених очију, обучена у вештерским вештинама у Каер Морену, као и основама магије од Јенефер.
- Невен (енгл. Dandelion, пољ. Jaskier) правим именом гроф Јулијан, чувени песник, бард и Гералтов пријатељ. Неке од његових најславнијих балада описују љубав Гералта и Јенефер; прве две збирке приповедака представљене су у трећој књизи као песме које Невен пева слушаоцима под светим дрветом.[2] У време саге близу четрдесете, необично висок, младолик и привлачан, понекад га замењују за вилењака. Учесник већине Гералтових авантура.

## Географија
Иако званична мапа још не постоји, на основу описа из књига, измишљени "Континент" може се грубо поделити у три дела:
- северозападни део Континента заузимају Северна Краљевстава: Редања (северозападно), Кедвен (североисточно), Темерија, Махакам, Соден и Бруга (југозападно) и Едирн, Лирија и Ривија (југоисточно); уз западну обалу леже Цидарис и Скелишка острва; северно од Редање налазе се Ковир и Повис. Граница Северних краљевстава и Нилфгарда иде реком Јаругом (која се улива у море код Цинтре): северно од Јаруге су кнежевине Бруга и Верден (вазали Темерије), а јужно од реке су Доњи Соден и Цинтра, од скора под влашћу Нилфгарда, и царске провинције Ебинг (уз обалу) и Дол Ангра (у унутрашњости), као и вазална кнежевина Тусен.[14]
- југозападни део Континента (јужно од реке Јаруге) заузима царство Нилфгард, састављено од провинција, од којих се помињу: Дол Ангра, Тусен (јужно од Јаруге), Метина, Назаир, Ебинг, Виковаро (даље на југу).[14]
- источни део Континента, где се налазе пустиња Корат, Зериканија, Хакланд и Ватрене планине, углавном је непознат.